# Tritonoturris amabilis
Espèce
Synonymes
- Clathurella elegans Pease, 1860
- Clathurella robillardi H. Adams, 1869
- Clavatula amabilis Hinds, 1843
- Tritonoturris robillardi (H. Adams, 1869)

Tritonoturris amabilis est une espèce de mollusques gastéropodes marins de l'ordre des Neogastropoda et de la famille des Raphitomidae. Elle est trouvée dans le Détroit de Malacca.
Note: WoRMS, World Register of Marine Species, considère Clathurella elegans Pease, 1860 comme un synonyme, alors que le texte de l'auteur décrit l'espèce au niveau des Îles Sandwich, c'est-à-dire dans l'archipel hawaïen. De plus, WMSDB, Worldwide Mollusc Species data Base, reconnait le nom Tritonoturris elegans (W.H. Pease, 1860) pour une espèce trouvée à Hawaï, mais ne connait pas le synonyme (lien vers le site de WMSDB, Worldwide Mollusc Species data Base).